# Unknown Pleasures
Unknown Pleasures (с англ. — «неизведанные удовольствия») — дебютный студийный альбом британской пост-панк-группы Joy Division, выпущенный 15 июня 1979 года на лейбле Factory Records. Альбом был записан и смикширован в течение трёх последовательных выходных в студии Strawberry Studios в апреле 1979 года продюсером Мартином Хэннетом, который использовал ряд нетрадиционных методов записи в звучании группы. Дизайн обложки разработал британский дизайнер и оформитель Питер Сэвилл. Это единственный студийный альбом Joy Division, выпущенный при жизни лидера группы Иэна Кёртиса.
Лейбл Factory Records не выпустил с альбома Unknown Pleasures ни одного сингла, также альбом не попал в чарты, несмотря на относительный успех внеальбомного сингла «Transmission». С тех пор Unknown Pleasures добился широкого признания критиков как самый влиятельный пост-панк-альбом и был назван самым лучшим альбомом за всё время такими музыкальными журналами, как NME, AllMusic, Select и Spin.
При выходе альбом совершенно не пользовался успехом, лишь к августу 1980 года альбом добрался до 71 места в британском хит-параде — не в последнюю очередь благодаря фактору самоубийства лидера группы Иэна Кёртиса. В 2000 году журнал Q поместил альбом на 19 позицию в своём списке «100 величайших британских альбомов».
В 2020 году журнал Rolling Stone включил альбом Unknown Pleasures в обновлённый список «500 величайших альбомов всех времён», где альбом занял 211 место.

## Обзор
К работе над своей дебютной долгоиграющей пластинкой Joy Division приступили в апреле 1979 года в Strawberry Studios в Стокпорте, предместье Манчестера. Во время записи по требованию продюсера в помещении устанавливалась предельно низкая температура воздуха. Руководитель звукозаписывающего лейбла Factory Records Тони Уилсон выделил 8500 фунтов стерлингов из числа своих личных сбережений для изготовления первых 10 000 экземпляров пластинки.
Группа исполнила «Shadowplay» в британской телепередаче Granada Reports в сентябре 1978 года. «Insight» и «She’s Lost Control» дебютировали на радиопередаче Джона Пила на канале «Би-би-си» в январе 1979 года. Две песни с этих сессий — «Autosuggestion» и «From Safety To Where?» — были отложены для сборника-семплера Earcom 2: Contradiction, вышедшего на лейбле Fast Products в октябре того же года.
В 2007 году альбом был переиздан в составе двух дисков: первый повторял оригинальный состав пластинки, второй диск представлял концерт 1979 года.

## Дизайн
Обложка альбома — иллюстрация из Кембриджской астрономической энциклопедии (англ. Cambridge Encyclopedia Of Astronomy), представляющая собой графики ровно 100 радиоимпульсов от пульсара PSR B1919+21, открытого в июле 1967 года (первый открытый пульсар, и до того, как природа импульсов, исходящих от него, была установлена, ученые всерьёз полагали, что они могут исходить от разумных существ). В выходных данных альбома указано, что дизайн обложки принадлежит Joy Division, Питеру Сэвиллу и Крису Матану. Оригинальная иллюстрация в энциклопедии была выполнена в позитиве — чёрными линиями на белом фоне; эту иллюстрацию Сэвиллу показал ударник коллектива Стивен Моррис.
На оборотной стороне обложки не указан список композиций, на его месте — только пустая таблица, названия песен были помещены во внутреннюю вкладку. Первая сторона пластинки называлась «Снаружи»; вторая — «Внутри».
Дизайн вкладки концептуально связан с обложкой: на лицевой стороне — изображение коридора с приоткрытой дверью и силуэтом руки, на обратной — список композиций; по размерам и расположению эти объекты полностью совпадают с объектами на обложке, дополняя их при извлечении вкладки.
В 2011 году обложка альбома заняла восьмое место в списке «лучших обложек альбомов всех времён» по мнению читателей интернет-издания Music Radar. В 2024 году редакция журнала Rolling Stone присудила обложке пластинки первое место в списке 100 лучших обложек альбомов всех времён: «Изображение стало иконой, подобной призме The Dark Side of the Moon, но оно представляет собой гораздо большее: готический мистицизм, постпанковское неповиновение, суровый индивидуализм».

## Список композиций
Все тексты написаны Иэном Кёртисом, вся музыка написана Иэном Кёртисом, Бернардом Самнером, Питером Хуком и Стивеном Моррисом.
| №  | Название           | Длительность |
| -- | ------------------ | ------------ |
| 1. | «Disorder»         | 3:36         |
| 2. | «Day of the Lords» | 4:43         |
| 3. | «Candidate»        | 3:00         |
| 4. | «Insight»          | 4:00         |
| 5. | «New Dawn Fades»   | 4:47         |

| №  | Название             | Длительность |
| -- | -------------------- | ------------ |
| 1. | «She’s Lost Control» | 3:40         |
| 2. | «Shadowplay»         | 3:50         |
| 3. | «Wilderness»         | 2:35         |
| 4. | «Interzone»          | 2:10         |
| 5. | «I Remember Nothing» | 6:00         |

В 2007 году альбом был переиздан лейблом London Records. Коллекционное издание включало в себя два диска: на первом — ремастированная версия альбома Unknown Pleasures, на втором — выступление в манчестерском клубе Factory 13 июля 1979 года.
Все тексты написаны Иэном Кёртисом, вся музыка написана Иэном Кёртисом, Бернардом Самнером, Питером Хуком и Стивеном Моррисом.
| №   | Название             | Длительность |
| --- | -------------------- | ------------ |
| 1.  | «Disorder»           | 3:33         |
| 2.  | «Day of the Lords»   | 4:50         |
| 3.  | «Candidate»          | 3:05         |
| 4.  | «Insight»            | 4:29         |
| 5.  | «New Dawn Fades»     | 4:49         |
| 6.  | «She's Lost Control» | 3:57         |
| 7.  | «Shadowplay»         | 3:56         |
| 8.  | «Wilderness»         | 2:39         |
| 9.  | «Interzone»          | 2:16         |
| 10. | «I Remember Nothing» | 5:53         |

| №                   | Название              | Длительность |
| ------------------- | --------------------- | ------------ |
| 1.                  | «Dead Souls»          | 4:25         |
| 2.                  | «The Only Mistake»    | 4:12         |
| 3.                  | «Insight»             | 3:52         |
| 4.                  | «Candidate»           | 2:08         |
| 5.                  | «Wilderness»          | 2:32         |
| 6.                  | «She's Lost Control»  | 3:47         |
| 7.                  | «Shadowplay»          | 3:35         |
| 8.                  | «Disorder»            | 3:29         |
| 9.                  | «Interzone»           | 2:05         |
| 10.                 | «Atrocity Exhibition» | 6:14         |
| 11.                 | «Novelty»             | 4:29         |
| 12.                 | «Transmission»        | 3:50         |
| Общая длительность: | Общая длительность:   | 86:59        |

## Участники записи
- Joy Division:
  - Иэн Кёртис — вокал
  - Бернард Самнер — гитара
  - Питер Хук — бас-гитара
  - Стивен Моррис — ударные
- Мартин Хэннет — продюсирование, клавишные
- Питер Сэвилл — дизайн